# Mark Burgess
Mark Burgess (Manchester, 11 maggio 1960) è un cantante, bassista e compositore inglese, noto soprattutto come frontman del gruppo post-punk The Chameleons.

## Biografia
Nel 1981, Burgess (precedentemente nei The Cliches) formò i The Chameleons insieme ai chitarristi Dave Fielding e Reg Smithies e al batterista John Lever. Il gruppo pubblicò tre album in studio — Script of the Bridge (1983), What Does Anything Mean? Basically (1985) e Strange Times (1986) — prima di sciogliersi nel 1987 a causa di tensioni interne e della morte improvvisa del manager Tony Fletcher.
Successivamente, Burgess e Lever fondarono i The Sun and the Moon, pubblicando un omonimo album nel 1988 per la Geffen Records.  
Negli anni Novanta Burgess intraprese diversi progetti, tra cui Mark Burgess & the Sons of God, Invincible (con l'album Venus, 1999) e Bird, spesso in collaborazione con il musicista Yves Altana.
Nel 2000 i The Chameleons si riunirono con la formazione originale, pubblicando l'album Why Call It Anything? (2001) e diversi album dal vivo, fino a una nuova separazione nel 2003.
Negli anni successivi Burgess fondò i ChameleonsVox, con Lever fino al 2009, e proseguì con tour e registrazioni in diverse formazioni. Nel 2014 collaborò al progetto Black Swan Lane, insieme a membri dei Messengers.
Ha raccontato la sua vita e carriera nell'autobiografia View from a Hill.

## Stile e influenza
Il suono dei The Chameleons è stato descritto come «sonic architects» o «sonic cathedrals» dalla stampa britannica. La band ha influenzato numerosi gruppi tra cui Editors, Interpol e The National.

## Discografia

### Con The Chameleons
- Script of the Bridge (1983)
- What Does Anything Mean? Basically (1985)
- Strange Times (1986)
- Why Call It Anything? (2001)

### Con The Sun and the Moon
- The Sun and the Moon (1988)

### Solista e altri progetti
- Zima Junction (1993)
- Spring Blooms Tra-La (live, 1994)
- Paradyning (1995, con Yves Altana)
- The Great Escape (compilation, 1999)
- Venus (1999, con Invincible)
- #M+ D=1(#3) EP (2013, con ChameleonsVox)

### Con Black Swan Lane
- A Long Way from Home (2007)